# Lucien Guiguet
Lucien Guiguet (Cherchell, 26 settembre 1942) è un ex pentatleta francese.

## Palmarès
In carriera ha conseguito i seguenti risultati:
- Giochi olimpici:

Città del Messico 1968: bronzo nel pentathlon moderno a squadre.